# Propebela nivea
Propebela nivea é uma espécie de gastrópode do gênero Propebela, pertencente a família Mangeliidae.